# Antoni Lasek
Antoni Lasek (ur. 31 maja 1887 w Humniskach, zm. 7 września 1978 tamże) – polski rzeźbiarz ludowy. 
Najbardziej znany rzeźbiarz ludowy regionu brzozowskiego urodził się 31 maja 1887 roku w Humniskach jako syn Tomasza i Ludwiki z domu Kędra. Pasji tworzenia całkowicie poświęcili się także jego dwaj bracia: Józef i Franciszek oraz stryj Michał.
W roku 1919 ożenił się z Anną Sobotą z Przysietnicy. Podczas I wojny światowej walczył w wojsku austriackim na froncie austriacko-rosyjskim. Dostał się do niewoli, uciekł z niej i po trzyletniej wojennej tułaczce osiadł na stałe w rodzinnych Humniskach.
Zdając sobie sprawę, że pracując tylko na gospodarstwie rolnym nie utrzyma rodziny, imał się różnych zajęć: wykonywał uprząż dla koni, robił buty, a nawet parał się stolarką. Wolne chwile poświęcał na rzeźbienie w drewnie.

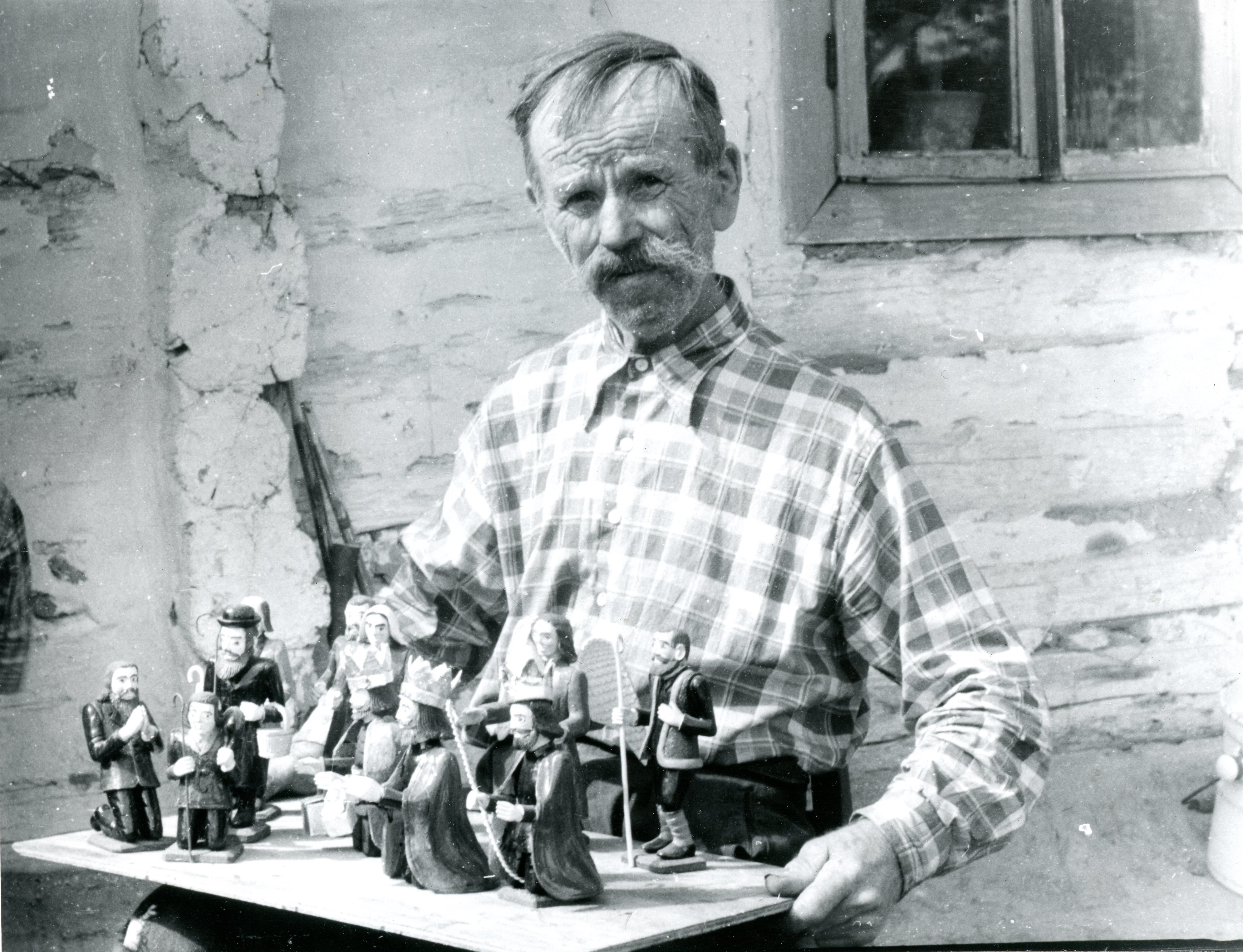
Antoni Lasek trzymający swoją szopkę.

Antoni Lasek od najmłodszych lat, próbował swych sił rzeźbiąc w drewnie lipowym. Marzeniem jego było całkowite poświęcenie się pracy twórczej. Udało mu się to dopiero w 1958 roku, a  od 1962 roku był już członkiem rzeczywistym Stowarzyszenia Twórców Ludowych.
Antoni Lasek od najmłodszych lat, próbował swych sił rzeźbiąc w drewnie lipowym. W twórczości Antoniego Laska nie ma nic sztucznego. Jest to sztuka prosta, bez żadnego efekciarstwa, ściśle związana z tradycją ludową. W zakresie kompozycji tematycznej upodobał sobie szczególnie jeden archetyp - szopkę. Wykonał ich kilkanaście, każda obejmuje określoną liczbę figurek szopkowych, z wiejska ukazanych prostych ludzi. Mimo stosowania przez artystę różnorodnej gamy kolorów, w postaciach szopkowych mamy dominację koloru czarnego - ma to swój zamierzony cel. Chodziło tu artyście prawdopodobnie o podkreślenie odświętności ubioru ludzi. W tworzeniu figurek szopkowych Antoni Lasek nie stronił od takich ułatwień, jak sztukowanie postaci z kawałków drewna, co powodowało podkreślenie ich cech. 
Najczęściej rzeźbił w drewnie lipowym, rzadziej w jaworowym. Często uzupełniał swoje kompozycje detalami z blachy, papieru czy drutu. Nie 
stosował wcześniejszego modelowania w glinie. Całkiem inna jest jego grupa rzeźbiarska „Ucieczka do Egiptu” czy dojrzały artystycznie, a wyrażający przejmujący ból i cierpienie ukrzyżowanego Jezusa „Krzyż”.
Dorobek artystyczny Antoniego Laska - prezentowany był na wystawach w Kielcach, Białymstoku, Lublinie, Krośnie, Rzeszowie i Brzozowie. Prace rzeźbiarza znajdują się m.in. w Muzeum Budownictwa Ludowego w Sanoku, Muzeum Okręgowym w Rzeszowie, Muzeum Regionalnym w Brzozowie.